# Zygfryd Kuchta
Zygfryd Kuchta, född den 5 januari 1944 i Diepholz, Tyskland, är en polsk handbollsspelare.
Han tog OS-brons i herrarnas turnering i samband med de olympiska handbollstävlingarna 1976 i Montréal.